# (6997) Лаомедон
(6997) Лаомедон (лат. Laomedon, др.-греч. Λᾱομέδων) — троянский астероид Юпитера, двигающийся в точке Лагранжа L5, в 60° позади планеты. Астероид был открыт 16 октября 1977 года голландскими астрономами К. Й. ван Хаутеном, И. ван Хаутен-Груневельд и Томом Герельсом в Паломарской обсерватории и назван в честь Лаомедонта, одного из героев Троянской войны.
- Орбита астероида Лаомедон и его положение в Солнечной системе